# Christopher Page
Christopher Page (Londra, 8 aprile 1952) è un musicologo britannico, esperto di musica medioevale.
Studiò inglese a Oxford e successivamente a York. Dal 1980 al 1985 fu lettore universitario di inglese al New College di Oxford e dal 1989 della Cambridge University, dove nel 1997 fu nominato docente di letteratura medioevale e musica. Nel 1991 ricevette la Dent Medal e nello stesso anno fu cofondatore e successivamente divenne co-redattore del giornale Plainsong and Medieval Music. È stato inoltre presidente della Plainsong and Medieval Music Society ed è attivo tuttora anche come liutista (ha a suo credito diverse esecuzioni e registrazioni realizzate con i Musica Reservata, i Consert of Musicke e i Early Music Ensemble of London). Nel 1982 fondò i Gothic Voices, un gruppo musicale specializzato nell'esecuzione di musica medioevale, che a tutt'oggi dirige ancora.

## Pubblicazioni (da completare)
- String Instrument Making in Medieval England and some Oxford Harpmakers, pp. 44–67 (1978)
- Fourteenth-Century Instruments and Tunings: a Treatise by Jean Vaillant?, pp. 17–35 (1980)
- Anglo-Saxon ‘hearpan’: their Terminology, Technique, Tuning and Repertory of Verse, pp. 850–1066 (1981)
- The Medieval organistrum and symphonia, pp. 36–44 (1982), pp. 71–87 (1985)
- ‘In the Direction of the Beginning', The Historical Harpsichord, pp. 109-25 (1984)
- Music and Chivalric Fiction in France, pp. 1-27 (1986)
- Voices and Instruments of the Middle Ages: Instrumental Practice and Songs in France, 1100-300 (Berkeley, 1986)
- The Performance of Ars Antiqua Motets, pp. 147-64 (1988)
- Court and City in France 1100–1300, pp. 197-217 (1989)
- Medieval Polyphony to 1400, pp. 37-51 (1989)
- The Owl and the Nightingale: Musical Life and Ideas in France, 1000-1300 (Londra, 1989)
- Le troisième accord pour vièle de Jérôme de Moravie: jongleurs et les anciens pères de France, pp. 83-96 (1989)
- The ‘Summa musice’: a Thirteenth-Century Manual for Singers (Cambridge, 1991)
- A Treatise on Musicians from c1400: the Tractatulus de differentiis et gradibus cantorum by Arnulf de St Ghislain, pp. 1–21 (1992)
- Discarding Images: Reflections on Music and Culture in Medieval France (Oxford, 1993)
- Johannes de Grocheio on Secular Music: a Corrected Text and a New Translation, pp. 17–41 (1993)
- Marian Texts and Themes in a Fifteenth-Century English Manuscript, pp. 24–44 (1996)
- Machaut's “Pupil” Deschamps on the Performance of Music, pp. 484–91 (1997)